# ゴールドライタン
『ゴールドライタン』は、1981年（昭和56年）3月1日から1982年（昭和57年）2月18日まで東京12チャンネル→テレビ東京で放送された、タツノコプロ製作のロボットアニメ。全52話。放送時間は第5話までが毎週日曜日7時30分 - 8時00分、第6話以降は毎週木曜日18時00分 - 18時30分。
本放送時のオープニングのタイトルロゴは『ゴールドライタン』だったが、台本上も『黄金戦士ゴールドライタン』（おうごんせんしゴールドライタン）であり、再放送時にロゴが修正された。ただし、局によっては本放送版をそのまま流しているなど、統一されていない。当時の番宣ポスターや主題歌シングル、現在のDVD-BOXやBlu-ray BOX、オリジナルサウンドトラックなどの関連商品でも『黄金戦士ゴールドライタン』となっており、こちらが事実上の正式タイトルといえる。

## 概要
真下耕一の初監督作品となった本作は、トランスフォーマーやマシンロボなどに先んじた、意思を持った変形ロボットの群集劇である。また、後続作品のトランスフォーマーシリーズや勇者シリーズではロボットと少年との心の交流も重視しているが、本作も主役ロボットのゴールドライタンと主人公のヒロとの友情が重要なテーマになっており、時代を先取りしていた。
企画段階では『わんぱく戦隊アバレンジャー』というサバイバルものだった。初期の設定でも大まかなキャラクター設定はほぼ完成しているが、ゴールドライタンのようなロボットは影も形もなかった。
ポピーに在籍していた村上克司によると、ヘビースモーカーだった彼は複数のライターを所持しており、それらを眺めているうちにライターに変形するロボットを思いついて1枚デザインしたが、特に注目されることはなかった。ところがある日、上司の杉浦幸昌が唐突に「おい村上、あのライターロボットはどうなった」と言い出した。村上の仕事をいつも見ていて、しかも後々まで覚えていたのだという。「次はこれで行こう」の杉浦の一声で、企画は始動した。「ライタン」は老舗ライター会社が商標登録していたが、交渉して格安で商標を譲ってもらった。アニメ化企画自体はポピーからタツノコプロに持ち込まれたもので、村上の説得によりタツノコプロは即座にアニメ化を決定したという。
また設定が確立した頃のタイトルは『超空飛来ゴールドライタン』であり、それに沿った主題歌も制作されていた。この没バージョンの主題歌は青春ラジメニアのCD『COMING TO THE RADIO ラジオがだいすき』に収録されている。また、後年にはJOYSOUNDのカラオケにも採用されている。

## ストーリー
メカ次元から悪のイバルダ大王がこの世界に侵入、侵略行動を開始した。彼らを追ってきたメカ次元の戦士・ゴールドライタンは偶然、大海ヒロシと出会う。事情を知ったヒロシはゴールドライタンと彼の同士ライタン軍団に協力し、イバルダが起こした事件に立ち向かっていく。最初は他の友達には内緒にしていたヒロシだったが、ある事件（第25話「ネッシーあばれ旅」）によって偶然そのことを知られてしまう(ただし、それ以前の放送回にゴールドライタンの存在が知られているような描写がある)。それをきっかけに、ヒロシたちはライタン軍団と力を合わせてイバルダ大王と戦うことを決意する。

## 玩具
アニメの放送開始とともにポピーから発売された超合金のライタン軍団（アイシーライタンを除く5種）は、亜鉛合金をダイヤモンドカッターで削ったクリスタルカットと呼ばれる彫刻が話題となった。本物のライター用の表面カットと金属メッキのノウハウや設備はポピーには無いため、本職の加工業者に協力を仰いだが、通常のライター加工は一種類あたり4000個ほどの感覚である所を、一度で数十万個オーダーする形になり負担をかけたと言う。特にゴールドライタンは、金箔が張り付けられた高級感あふれる仕上がり で、この生産のために日本中の金箔職人が動員されたという逸話がある。シリーズは定価3500円という高額ながら人気商品となり、5種合計で売り上げ150万個を販売した。
タイムライタンは劇中と異なるゴールドボディで発売。スコープライタンは当初劇中同様のシルバーで発売されたが、限定版としてゴールドボディ版が発売され、後に「スコープライタンG」の商品名でゴールド版のみの販売となった。

人気を受け、ギミック面での不具合から放送中に発売中止になったアイシーライタンの改良版に「メートルライタン」「カッターライタン」「プリントライタン」「コインライタン」「ライトライタン」の玩具オリジナルライタン5種 を加えた6種が2期として番組終了後に発売された。さらに3期である新ライン『エレクトロニクスライタン』として「電卓ライタン」「サウンドライタン」「デジタルライタン」の発売が予定されていたが中止となった。
2006年7月にバンダイから、超合金魂シリーズで巨大化プロポーションを再現したゴールドライタンの玩具が発売された。また、同時期に超合金ライタン軍団が復刻され、2006年9月には6体セットがネット販売された。商品内容は、特製の木箱の中に6体のライタン軍団が収納された豪華仕様。一般店舗でも2007年3月と4月に分売され、翌年の2008年1月にはメートル・カッター・コイン・ライトの第2期4種（プリントライタンのみカーボン紙に使うインクリボンの調達が不可能だったため復刻されなかった）も復刻発売された。
復刻スコープライタンはセット版がゴールド、通常版がシルバー仕様。タイムライタンは、放映当時発売されなかったシルバー版が「タイムライタンS」として新規発売された。
2007年8月下旬には超合金魂のブラックメッキ&シルバーメッキバージョン2体セットと、プラモデルのゴールドコーティングバージョンが発売された。

## 登場キャラクター

### わんぱくレンジャー
ヒロ（大海ヒロシ）
声 - 井上瑤
運動神経抜群だが勉強はまるでダメ。ライタンとは良き友人であり、妹にとっては頼れる兄であり、わんぱくレンジャーのリーダー的存在で、仲間思いの熱血漢である。空手の腕前はイバルダ軍団の兵士を破壊する程で、度々仲間の危機を救う。ゴールドライタンからは「ヒロくん」と呼ばれる。父親が機械整備士で、ヒロ自身も一応だが、機械を整備できる。
エミー（高倉エミー）
声 - 島津冴子
NASA職員を父（名はジョージ高倉で、コンドルのジョーのパロディ）に持つ。自宅で無線を扱い、仲間と共にアンテナを自作したりと、ヒロら同様に電子工学が好きなようだ。タイムライタンと仲が良い。やや奔放だが、周りに気を使う事ができる。
サム（南条オサム）
声 - 三ツ矢雄二
ヒロと共に自作カート製作に熱中しているメカ好き仲間。ひねくれ者で人を見下したような所もあるが、それを反省し、友情をより強くすることができるタイプ。ヒロにとっては良きライバル。デンジライタンとも仲良し。
トンボ（極楽友和）
声 - 間嶋里美
背が低く、大きな眼鏡が特徴の秀才少年。UFOを追いかけ山へ飛び出したり、下手であるにも関わらずサッカーに率先して参加したり、子供らしく活発な一面もある。父親が外科医。臆病だが芯が強く、鳥を探す様に依頼した老女を鳥から守ったり、父親の友人の娘をゾンビから守った事がある。スコープライタンとも仲良し。
モンキー（木枯紋吉）
声 - 鈴木れい子
機械いじりが好きで、メカニックライタンと仲が良い。身軽さが特徴のひょうきん者。父親が警察官で、兄がバイクを良く運転している。第7話では、父と兄が対立していた事に心を痛めていたが、彼らは最終的に和解した。
ビッグ（水木太）
声 - 稲葉実（ナレーションも兼任）
仲間の中で最も怪力。イバルダ軍団の兵士を体当たりやヒップアタックで倒してしまう。性格は温厚だが、怒ると怖い。母親が花屋を営んでおり、常連客の少女、ケイの為にコスモスの種を売り、コスモスの種をまいた事がある。アイシーライタンとも仲良し。
オヒナ
声 - 三田ゆう子
ヒロの妹。ませた性格で、何かとトラブルを起こし事件に巻き込まれるが、人一倍優しい心の持ち主でもある。
油田八平先生
声 - 村山明
ヒロ達が通う学習塾「油田ゼミナール」（略称アブラゼミ）の経営者兼講師。幼い頃妹を交通事故で失った為、「良く遊び、良く学ぶ事」をポリシーとしている。ヒロと仲間達の良き兄貴分であり相談相手である。ヒロたちの小学校に勤務する秋野もみじに好意を持っている。公園を開設する費用を賄う為にバイトをしたり、エミーの無線アンテナの製作費に充てる為にカンパを行ったりした事もある。

### ライタン軍団
ゴールドライタン
声 - 二又一成
直方体のライターから変形。ライタン軍団のリーダーでヒロにとっては兄のような存在。マンナッカーによれば、愛と人情を持ち合わせている。通常は掌サイズの小型ロボットだが、異次元空間レインボーロードを通過することにより巨大化。身長30m、体重200tの巨大ロボットになって戦う。なお、レインボーロードを通る際には一旦ライター型に戻り、巨大化した後で改めてロボットに変形し直している。武器の類は原則持たず常に徒手空拳で戦う。使うのはおもに空手の技であり、敵を殴ったり蹴ったりする際「とーりゃっ!!!!!!」などと叫ぶ。玩具オリジナルでは下腹部の蓋に「ゴールドライタニックミサイル」と称されるミサイル発射装置（プレイバリューおよび胴体の質量配分バランスの関係での付加）がある。必殺技は、空手の技である「貫手（ぬきて）」で胸を貫き、敵の中枢回路を粉砕する「（必殺）ゴールドクラッシュ」。この時のゴールドライタンの手は単一分子（モノポール）と同様の物質となり破壊不能、かつ速度は光速並み、という敵方の解説があった。この攻撃を防ぐことは不可能に近く、イバルダ大王やミスターメカXと言えど、装甲で防げなかった。また、敵の体内を貫通後に手首を射出する派生技「ゴールドフィンガークラッシュ」（25話から使用）も存在する。ライタン軍団全員による合体攻撃「G6作戦」では、6体同時に敵中枢を攻撃する。他にも合体攻撃や必殺技は多数あるが、ほとんどの技は一度きりの使用である場合が多い。最終話で彼がビッグアイの後継者であることが明かされた。初期のエンディングクレジットでは「ゴールドライターン」の表記も確認できる。
スコープライタン
声 - 三ツ矢雄二
円柱形のライターから変形。高性能スコープを内蔵し偵察・索敵に優れている。透視能力などで軍団をサポートするが、戦闘の際には底面のスコープからレーザーを発射することも可能。一度だけ、ゴールドライタンのゴールドクラッシュに似た技「スコープクラッシュ」を使ったことがある。
アイシーライタン
声 - 島津冴子
直方体のライターから変形。盗聴能力を持つ。電波探知・ジャミングなど電子および情報戦に威力を発揮する。耳のツマミを使って宇宙人や動物の言葉も翻訳できる。しかし格闘能力は低く、第24話ではダイヤライトから仲間を逃がすため一人残って敵と戦い内部メカを食われるなどの損傷を受けたこともある。
タイムライタン
声 - 三田ゆう子
円柱形のライターから変形。30秒時間を止める事ができ、時間旅行も可能だが、その超常能力を見せる場面は少なかった。
デンジライタン
声 - 鈴木れい子
直方体のライターから変形。電子地図を搭載し、特殊コンパス を内蔵している。このコンパスは地磁気的ではなく物理的に正確な方位を示し、通常は狂うことが無い。電子地図との連携であらゆる地域での地理的な情報を提供できる。
メカニックライタン
声 - 間嶋里美
カマボコ形のライターから変形。両腕に修理機能を装備し仲間のメンテナンスが主な役割。他の仲間と比べて非力に見えるが、単身でも敵地から脱出したり、要塞の中枢を破壊したりと、実戦でも活躍する。
コンピューライタン
ライタン軍団7番目の戦士だが、レギュラーキャラクターではなくゲストキャラクター。ゴールドライタンの弟 であり、ゴールドライタンを「ゴールドにいちゃん」と呼ぶ。赤と黄色の四角形のライターから変形。肩から伸びたアンテナと顔の出っ歯が特徴。若年で、戦士としては未熟。ゴールドライタンを助けると言い張り、マザーコンピューターであるビッグアイの制止を振り切って勝手に人間界にやって来る。ミスターメカXに捕えられ、火山島に閉じ込められた時、ヒロ達やライタン軍団に助け出されるが、エミーの制止を振り切ってミスターメカXの目に突っ込み、最期は「ゴールドにいちゃーん!」と悲鳴を挙げて爆発四散した。

### メカ次元の侵略者
イバルダ大王
声 - たてかべ和也
メカ次元の独裁者。メカ次元に歪みが生じ、そこからメカが集って誕生した。これが自分の正体だと様々な戦争写真を背景に展開しており、コインの裏の存在、いわゆるメカ次元におけるアンチテーゼといえる存在である。猫のようなロボットペットをかわいがっている。度重なる部下の失敗に業を煮やしているが、本当は部下思いであるようだ。戦闘能力は凄まじく、一度はゴールドライタンを窮地に陥れたこともあるほど。第41話では大魔神に潜んでゴールドライタンと戦った時、マグマに落ちたが耐性があった為死ななかった。第49話では、アクドスをウヨッカー達に作らせるが、アクドスが力の論理をふりかざした為、「アクドスが自らや3人の部下にとっても危険」と判断して倒した後、もう一度ゴールドライタンと戦った時、鋭利な爪を使って貫手を見舞って相打ちとなった後、ゴールドライタンのゴールドフィンガークラッシュで頭を真っ二つにされ爆死した。死の間際に決して滅びることなく再び現れることを言い残している。時折部下たちにイバルダ三原則を復唱させているが、この原則はアイザック・アシモフのロボット三原則を一部変更したものである。
イバルダ三原則
第1条：全てのメカニズムは人間に危害を加えねばならない。
第2条：全てのメカニズムはイバルダ大王に従わねばならない。
第3条：第1条、第2条に反しない限り、全てのメカニズムは自己変革せねばならない。
ウヨッカー
声 - 飯塚昭三
右の陣の将。直情的な性格で日本刀を武器とする。正攻法を信条とし、最前線で指揮を執ることも多く、自ら剣を振るって闘うこともあった。同時に機械らしい融通の利かない面も併せ持ち、クリスタマンによる作戦が失敗した際には臆面もなくイバルダ大王にもう30年の時間が必要と言い放ったために叱責されている。その性格から派生作品ではギャグキャラクターにされることもあり、当時発売された塗り絵ではアイスクリームにされる姿も描かれている。最終話ではミスターメカXやマンナッカーと共に次元列車スリーXに乗り込んでメカ次元に乗り込み、ミスターメカXを援護したが、ヒロが次元列車スリーXの機銃でミスターメカXの左目を撃った時に爆発が発生し、これによって消滅した。
サヨッカー
声 - 長堀芳夫（後の郷里大輔）
左の陣の将。白髪にモノクルという出で立ちで知略に優れ、卑劣な作戦で社会生活を混乱させるのが得意。どちらかと言えば後方で指揮を執るタイプだが、前線で戦うことも多かった。功を焦ってミスをする傾向がある。第21話ではスペースサンダー作戦の趣旨を無視して、都市爆撃よりもゴールドライタンを倒す事を選んだり、第51話ではマッシュルーム装甲師団を勝手に動かしたりした事が典型例。特に後者では脱出の際、ヒロまでメカ宮殿に連れ込んでしまい、ミスターメカXの命令でヒロを始末しようとしたが、ヒロに腹を蹴られた際、自分の剣で腹を貫き致命傷を負った。次元列車スリーXに乗って死のうとしたが、ミスターメカXから、爆発するメカ宮殿と運命を共にする様言われ、事実そうなった。
マンナッカー
声 - 幸田奈穂子（現・幸田直子）
中央の陣の将。冷静かつ冷徹な性格で、人間社会の仕組み（例えば地下鉄）や人間心理（例えばパズル博士が作った玩具、クリスタルパズラー）、メカ次元の仕組み（例えばレインボーロード）を逆用するのが得意。サヨッカー同様、社会生活を混乱させる。
ミスコンに参加するため、人工皮膚をつけてマンナカ・メカ子なる美女に変装したことがある。スパイとしてヒロ達に近づいたこともあった。
忠誠心を自負しており、「誰にも負けない」とイバルダ大王に言った程。しかし、第48話でヒロの手と自分の手を電子手錠で繋ぎ人質として利用した際、自分が設計したジャイロゲッターの標的となってしまい、一緒に逃亡することを余儀なくされる。道中でヒロに助けられ、また自身も無意識にヒロを助け返したことから、心の中に迷いが生じ、思いやりや連帯感といった感情が芽生えていく。最終話ではウヨッカーからヒロを庇った。その際、彼の刀で腹を貫かれたものの、メカ次元からの侵略者の中では唯一生き残る。
「自分達は思いやりや連帯感がなかったから負けた」と呟き、わんぱくレンジャーやライタン軍団等に別れを告げて、最後はどこかへと去っていく。なお最終話のサブタイトル「さらばライタン軍団」は彼女のセリフから取られている。
ミスターメカX
声 - 西村知道、一部の回ではたてかべ和也
変身能力や憑依能力を持っており、イバルダ大王を背後で操っていた真の黒幕。第30話の最後にシルエットのみで登場し、第49話ではメカペットに憑依し、イバルダ大王が倒された時に出現した。第50話ではコンピューライタンに化け、捕えたコンピューライタンを囮に使って、ライタン軍団やヒロ達を火山島で始末しようと企んだ。自ら作戦を立ててマッシュルーム装甲兵団や次元列車スリーXを作戦用に作り、計画を部下に説明する程、果断である。これだけでなく、イバルダ大王と違って冷酷で、本来マッシュルーム装甲師団をウヨッカーに率いさせるつもりであるにもかかわらず、勝手にこの装甲師団で出撃したサヨッカーに対し非情な言葉を放ち、そのまま見捨てる程。その正体は龍のような怪物である。イバルダ大王の影であり、メカ次元が存在する限り再びイバルダ大王とミスターメカXが生まれてくるという。赤い龍や黒い龍等に変身できるが、特に黒い龍に変身した時、魔法陣を作って残虐な儀式を行える。目が弱点である。

## スタッフ
- 製作 - 吉田健二
- 企画 - 九里一平、柳川茂
- 原作 - タツノコプロ企画室
- シリーズ構成、文芸担当 - 酒井あきよし
- キャラクターデザイン - 九里一平
- 作画監修 - 宮本貞雄
- 美術担当 - 中村光毅、岡田和夫
- オープニングアニメーション - 須田正己
- 音楽 - 神保正明、山本正之
- 総監督 - 真下耕一
- プロデューサー - 宮田知行
- メカニックデザイン - 村上克司、河森正治（スタジオぬえ）
- 背景 - デザインオフィス・メカマン、スタジオワイエス、スタープロダクション、スワンプロダクション、スタジオワールド
- メカ設定 - デザインオフィス・メカマン
- 特殊効果 - 村上正博、原島寿美江、朝沼清良、斎藤丈史、田中孝夫、山崎雅典
- 色指定 - 早船三枝子、北島季代子、他
- 仕上進行 - 河西一幸、田中順二、他
- 撮影 - 緒方プロダクション、スタジオ・ウッド、アニメフレンド、和光プロダクション
- 編集 - 村上豊、山谷善彦、谷川幸男、三木幸子、田代正美
- 現像所 - 東洋現像所（現・IMAGICA Lab.）
- 音響効果 - 加藤昭二、佐々木純一（第29話以降）（アニメサウンドプロダクション）
- 調整 - 中村修、柴田善一
- 録音監督 - 藤山房延
- 録音スタジオ - 新坂スタジオ
- 制作進行 - 阿部英次、石川光久、河西一幸、川又浩、赤沢信幸、西川伸保、新井孝、五十嵐愛一
- 制作担当 - 内間稔、大野実（以上、読売広告社）、森本一雄→米田和正
- 制作 - タツノコプロ

## 主題歌
オープニングテーマ - 『黄金戦士ゴールド・ライタン』
作詞・作曲 - 山本正之 / 編曲 - チト河内 / 歌 - 宮内良
エンディングテーマ - 『メカニカル・ダンシング・ファイト』
作詞・作曲 - 山本正之 / 編曲 - チト河内 / 歌 - TOMO
上記2曲を収録したEPレコードは、ビクター音楽産業（※OPテロップでは、「ビクターレコード」と表記）から発売された。
なお、本放送当時のOPクレジットでは、ED曲のタイトルが『メカニカル・ダンシグ・ファイト』と誤表記されていた。

## 各話リスト
| 話数   | 放送日        | サブタイトル           | 脚本                    | 演出                | 作画監督                | 動画作監              | 美術設定           | 美術担当          | メカディメンションロボ                               |
| ------ | ------------- | ---------------------- | ----------------------- | ------------------- | ----------------------- | --------------------- | ------------------ | ----------------- | ---------------------------------------------------- |
| 第1話  | 1981年 3月1日 | メカ次元の悪魔         | 酒井あきよし            | 真下耕一            | 宮本貞雄                | 角田修 西堀ひろみ     | -                  | -                 | ワンビーク                                           |
| 第2話  | 3月8日        | 怪! ナマズがダムを食う | 久保田圭司              | 古川順康            | 鄭雨英                  | 角田修 西堀ひろみ     | -                  | -                 | ナマズン                                             |
| 第3話  | 3月15日       | さよならユキゴン       | 酒井あきよし            | 真下耕一 西久保瑞穂 | 中野真樹                | 角田修 西堀ひろみ     | 岡田和夫           | -                 | スノーブラック                                       |
| 第4話  | 3月22日       | 地獄のレジャーランド   | 佐藤和男                | 内田有紀彦          | 鄭雨英                  | 角田修 西堀ひろみ     | 岡田和夫           | -                 | メリーゴーランダー ヨロイダー                        |
| 第5話  | 3月29日       | 熱光クリスタマン       | 首藤剛志                | 高野太              | 中野真樹                | 角田修 西堀ひろみ     | 岡田和夫           | -                 | クリスタマン                                         |
| 第6話  | 4月2日        | 密告者はだれだ?        | 久保田圭司              | 古川順康            | なかむらたかし          | 角田修 西堀ひろみ     | 岡田和夫           | -                 | コンピューター・ガロ                                 |
| 第7話  | 4月9日        | 魔の暴走ロボット       | 酒井あきよし            | 内田有紀彦 石田昌平 | 鄭雨英                  | 角田修 西堀ひろみ     | 中村光毅           | -                 | ボーソン                                             |
| 第8話  | 4月16日       | 地下鉄ムカデ作戦       | 首藤剛志                | 古川順康            | 中野真樹                | 角田修 西堀ひろみ     | 岡田和夫           | -                 | ムカデラー                                           |
| 第9話  | 4月23日       | メカコスモスの街       | 桃井章                  | 真下耕一            | アベ正己                | 河口俊夫              | 池田祐二           | 佐藤輝信          | 花魔人                                               |
| 第10話 | 4月30日       | トンボのUFO            | 佐藤和男                | 西久保瑞穂          | 井口忠一                | 角田修 西堀ひろみ     | 岡田和夫           | 山元健生 東潤一   | ギンバーン                                           |
| 第11話 | 5月7日        | 爆弾メカ白鳥           | 桜井正明                | 古川順康            | 鄭雨英                  | 角田修 西堀ひろみ     | 中村光毅           | 佐藤広明          | リサーチン                                           |
| 第12話 | 5月14日       | 世忘れ村の怪人         | 首藤剛志                | 西久保瑞穂          | なかむらたかし          | 角田修 西堀ひろみ     | 岡田和夫           | 佐藤広明          | ノッペラー                                           |
| 第13話 | 5月21日       | オヒナ危機一髪         | 筒井ともみ              | 内田有紀彦 澤井幸次 | 鄭雨英                  | 角田修 西堀ひろみ     | 中村光毅           | 山元健生          | 超ゴールドロボ                                       |
| 第14話 | 5月28日       | 反乱メカ地獄           | 四十物光男              | 石田昌平            | 井口忠一                | -                     | 池田祐二           | -                 | クレージーオイラー                                   |
| 第15話 | 6月4日        | 大空のメカ魔竜         | 酒井あきよし            | 古川順康            | 鄭雨英                  | 角田修 西堀ひろみ     | 中村光毅           | 佐藤広明          | ドラゴンラー                                         |
| 第16話 | 6月11日       | 悪魔のミニスパイ       | 酒井あきよし            | 西久保瑞穂          | 中野真樹                | 西堀ひろみ 安西慶江   | 岡田和夫           | 山元健生          | ミニロボン                                           |
| 第17話 | 6月18日       | さらばいるかの日       | 首藤剛志                | 古川順康 石田昌平   | 鄭雨英                  | 西堀ひろみ 安西慶江   | 中村光毅           | 佐藤輝信          | グジラ                                               |
| 第18話 | 6月25日       | ガリベンダー大作戦     | 四十物光男              | 草遊馬 澤井幸次     | 木村圭市郎              | 森山雄治 和田卓也     | 中村光毅           | 山元健生          | ガリベンダー                                         |
| 第19話 | 7月2日        | オヒナはサーカススター | 桜井正明                | 真下耕一 古川順康   | 井口忠一                | 西堀ひろみ 安西慶江   | 岡田和夫           | 佐藤輝信          | メカコング メカジャガー メカタイガー                 |
| 第20話 | 7月9日        | 恋のニュートンダー     | 首藤剛志                | 石川康夫 石田昌平   | 中野真樹                | 西堀ひろみ 安西慶江   | 岡田和夫           | 佐藤広明          | ニュートンダー                                       |
| 第21話 | 7月16日       | メカ忍法影分身         | 久保田圭司              | 西久保瑞穂          | 鄭雨英                  | 西堀ひろみ 安西慶江   | 中村光毅           | 山元健生          | -                                                    |
| 第22話 | 7月23日       | 生きている人形         | 首藤剛志 宮田知行       | 西久保瑞穂 澤井幸次 | なかむらたかし          | 西堀ひろみ 安西慶江   | 岡田和夫           | 沢井裕滋          | ドールスピリッツ                                     |
| 第23話 | 7月30日       | 美術泥棒はメカソ       | 佐藤和男                | 石田昌平            | 鄭雨英                  | 西堀ひろみ 安西慶江   | 野々宮恒久         | -                 | メカソ                                               |
| 第24話 | 8月6日        | 勢揃い六人ライタン     | 久保田圭司              | 石川康夫 紀裕行     | 井口忠一                | 鈴木幹雄              | 岡田和夫           | -                 | ダイヤライト                                         |
| 第25話 | 8月13日       | ネッシーあばれ旅       | 酒井あきよし 宮田知行   | 真下耕一            | アベ正己                | 西堀ひろみ 安西慶江   | 岡田和夫           | -                 | メカネッシー                                         |
| 第26話 | 8月20日       | 大嵐だいふうじん       | 首藤剛志                | 古川順康 石田昌平   | 中野真樹                | 西堀ひろみ 安西慶江   | 池田祐二           | 佐藤輝信          | ダイフウジン                                         |
| 第27話 | 8月27日       | ドラキュラパニック     | 四十物光男              | 丸輪零 澤井幸次     | 鄭雨英                  | 西堀ひろみ 安西慶江   | 岡田和夫           | -                 | ドラキュラーン                                       |
| 第28話 | 9月3日        | 謎のジャングルジム     | 酒井あきよし            | 草遊馬 石山貴明     | 鄭雨英                  | 西堀ひろみ 安西慶江   | 池田祐二           | 沢井裕滋          | ジャングライダー                                     |
| 第29話 | 9月10日       | 恐怖の美人コンテスト   | 筒井ともみ              | 西久保瑞穂 時田広子 | 井口忠一                | 西堀ひろみ 安西慶江   | 岡田和夫           | 山元健生          | デビルシューズ                                       |
| 第30話 | 9月17日       | イバルダ宮殿の秘密     | 首藤剛志                | 真下耕一 古川順康   | なかむらたかし          | 西堀ひろみ 安西慶江   | 池田祐二           | -                 | ペータゴン                                           |
| 第31話 | 9月24日       | びっくりネズモグラ     | 四十物光男              | 杉山有時 石田昌平   | 鄭雨英                  | 西堀ひろみ 安西慶江   | 池田祐二           | -                 | ネズモグラ                                           |
| 第32話 | 10月1日       | 雪女コーランカ         | 筒井ともみ              | 石川康夫            | 高橋唯有                | -                     | 野々宮恒久         | -                 | コーランカ                                           |
| 第33話 | 10月8日       | 愛のトラブル作戦       | 筒井ともみ              | 丸輪零 澤井幸次     | 中野真樹                | 西堀ひろみ 安西慶江   | 岡田和夫           | -                 | トラブラー                                           |
| 第34話 | 10月15日      | 魔人岬の人魚姫         | 久保田圭司              | 古川順康            | 鄭雨英                  | 西堀ひろみ 安西慶江   | 岡田和夫           | -                 | スーパーエイダー                                     |
| 第35話 | 10月22日      | パズル博士の罠         | 首藤剛志 木下薫         | 西久保瑞穂          | アベ正己                | 西堀ひろみ 安西慶江   | 池田祐二           | -                 | -                                                    |
| 第36話 | 10月29日      | わんぱく探偵参上       | 筒井ともみ              | 澤井幸次            | 鄭雨英                  | 西堀ひろみ 安西慶江   | 岡田和夫           | -                 | キラーバード                                         |
| 第37話 | 11月5日       | ライタン軍団の弱点     | 酒井あきよし            | 真下耕一 石山貴明   | 井口忠一                | 西堀ひろみ 安西慶江   | 池田祐二           | -                 | アーメントスリキン                                   |
| 第38話 | 11月12日      | 大平原の動物たち       | 筒井ともみ              | 石川康夫 小島正幸   | 高橋唯有                | 鈴木幹雄              | 野々宮恒久         | -                 | デカザール                                           |
| 第39話 | 11月19日      | メカ次元一直線         | 久保田圭司              | 石田昌平 澤井幸次   | 鄭雨英                  | 西堀ひろみ 安西慶江   | 池田祐二           | -                 | ヘンゲラー （偽ゴールドライタン）                    |
| 第40話 | 11月26日      | 謎の海底宮殿           | 首藤剛志 木下薫         | 石山貴明            | 中野真樹                | 西堀ひろみ 安西慶江   | 岡田和夫           | -                 | 名称不明                                             |
| 第41話 | 12月3日       | 大魔神の涙             | 酒井あきよし            | 古川順康            | なかむらたかし          | 西堀ひろみ 野嶋めぐみ | 岡田和夫           | 山元健生          | -                                                    |
| 第42話 | 12月10日      | 魔界軍団の恐怖         | 酒井あきよし            | 西久保瑞穂          | 鄭雨英                  | 西堀ひろみ 野嶋めぐみ | 岡田和夫           | -                 | -                                                    |
| 第43話 | 12月17日      | メカ次元最大の危機     | 久保田圭司              | 真下耕一 澤井幸次   | 井口忠一                | 西堀ひろみ 野嶋めぐみ | 佐藤輝信           | -                 | ガドック カメレオン                                  |
| 第44話 | 12月24日      | 火山島の漂流者         | 酒井あきよし            | 西久保瑞穂 時田広子 | 鄭雨英                  | 西堀ひろみ 野嶋めぐみ | アイプロダクション | -                 | アトミックルースター                                 |
| 第45話 | 12月31日      | 幻のヤマテラス国       | 佐東茂 酒井あきよし     | 石川康夫 小島正幸   | 高橋唯有                | 鈴木幹雄              | 野々宮恒久         | -                 | ハニワダー                                           |
| 第46話 | 1982年 1月7日 | マグマ巨人の決闘       | 久保田圭司 酒井あきよし | 澤井幸次            | 鄭雨英                  | 西堀ひろみ 野嶋めぐみ | アイプロダクション | 佐藤広明          | マグダー アラー                                      |
| 第47話 | 1月14日       | 恋のアブラダ大勝利     | 首藤剛志                | 古川順康            | 鄭雨英                  | 西堀ひろみ 野嶋めぐみ | アイプロダクション | 佐藤輝信          | ビッグマンナッカー ビッグサヨッカー ビッグウヨッカー |
| 第48話 | 1月21日       | 標的マンナッカー       | 真下耕一 西久保瑞穂     | 西久保瑞穂          | なかむらたかし          | 西堀ひろみ 野嶋めぐみ | スタジオワイエス   | -                 | ジャイロゲッター                                     |
| 第49話 | 1月28日       | メカ宮殿の反乱         | 酒井あきよし            | 真下耕一 石山貴明   | 井口忠一                | 西堀ひろみ 野嶋めぐみ | 新井寅雄           | -                 | アクドス                                             |
| 第50話 | 2月4日        | ミスターメカXの挑戦    | 酒井あきよし            | 古川順康            | 鄭雨英                  | 西堀ひろみ 野嶋めぐみ | アイプロダクション | 佐藤広明 山元健生 | -                                                    |
| 第51話 | 2月11日       | メカ宮殿最後の日       | 酒井あきよし            | 石川康夫            | 松下佳弘                | 西堀ひろみ 野嶋めぐみ | アイプロダクション | 山元健生          | マッシュルーム機甲兵団                               |
| 第52話 | 2月18日       | さらばライタン軍団     | 酒井あきよし            | 真下耕一 澤井幸次   | なかむらたかし 井口忠一 | 西堀ひろみ 野嶋めぐみ | -                  | -                 | -                                                    |

## 放送局
個別に出典が提示されているもの以外は1981年11月中旬 - 12月上旬時点のものを使用。
- テレビ東京 → 東京12チャンネル（キー局）：日曜 10:00 - 10:30（第5話まで）→木曜 18:00 - 18:30（第6話から）
- 北海道文化放送：日曜 10:00 - 10:30（1981年3月1日 - 1982年2月21日）[24]
- 青森放送：日曜 6:00 - 6:30
- 秋田テレビ：木曜 17:00 - 17:30
- 山形テレビ：水曜 17:00 - 17:30[25]
- 仙台放送：土曜 7:00 - 7:30（1981年9月まで）→ 木曜 16:30 - 17:00（1981年10月から）[26]
- 福島中央テレビ：月曜 18:00 - 18:30（第50話まで）→ 月曜 17:45 - 18:15（第51話・第52話）[27]
- 新潟放送：木曜 17:25 - 17:55（1981年4月9日から1981年9月まで）→ 木曜 17:30 - 18:00（1981年10月から1982年4月1日まで）[28][29]
- 長野放送：日曜 10:00 - 10:30
- 富山テレビ放送：月曜 16:50 - 17:20（1981年3月30日から1982年3月15日まで放送、第49話で打ち切りとなり、その後特番による休止を挟み4月5日に第23話、4月12日に第24話の再放送を行い、終了[30]。）
- テレビ静岡：日曜 10:00 - 10:30
- 東海テレビ放送：日曜 8:30 - 9:00
- サンテレビ：月曜 18:30 - 19:00
- 近畿放送：月曜 17:00 - 17:30
- 岡山放送：金曜 17:00 - 17:30
- テレビ新広島：金曜 17:00 - 17:30
- テレビ山口：土曜 8:00 - 8:30
- テレビ西日本：日曜 9:00 - 9:30
- 長崎放送：火曜 16:50 - 17:20
- テレビ熊本：月曜 17:00 - 17:30[31]
- 大分放送：月曜 17:20 - 17:50

## 漫画
- テレビマガジン 1981年連載 斉藤栄一
- 冒険王 1981年連載 木村知生

## 他作品での登場

### アニメ
- 『たちゅまる劇場』

不思議アニマル・たちゅまるとして、ゴールドライタンの姿をしたヒヨコ、ピヨタンが登場。
- 『Peeping Life -手塚プロ・タツノコプロワンダーランド- 』

2013年に『Peeping Life』と手塚プロ&タツノコプロとのコラボレーションアニメを放送。

### ゲーム
- 『タツノコ VS. CAPCOM』シリーズ
  - タツノコ VS. CAPCOM CROSS GENERATION OF HER
  - TATSUNOKO VS. CAPCOM ULTIMATE ALL-STARS

カプコンが発売した格闘ゲーム。プレイヤーキャラクターとしてゴールドライタンが登場する（声も本作同様、二又一成が担当）。巨大ロボットという設定の元に他のキャラクターよりも数倍の大きさであり、ちょっとやそっとの攻撃では仰け反ることの無い特殊能力「スーパーアーマー」を持っている。その代わりパートナーを選択することが出来ず、基本的に1対2で戦うことになる。
また、このゲームでは2Pカラー（同じキャラクターで対戦するための色違いバージョン）としてシルバーライタンが登場。ゴールドライタン曰く、彼もメカ次元の住人らしいとのことで、ゴールドライタンの色違いではなく別キャラクターと設定されている。「シルバークラッシュ」「シルバーキック」などの技を使う。

### 漫画
- 『黄金戦士ゴールドライタン キャンプ!』

「コミックポルカ」（SANKYO・一二三書房）にて連載している原作：タツノコプロ、ストーリー：おんぶつるま、漫画：南れーなによるリブートマンガ。ピッコマなど各電子書籍配信プラットフォームでも配信している。ただしテレビアニメとは「多分関係ありません」と注意書きがなされている。

### その他
- オリックス・ブルーウェーブに所属した高田誠（捕手）の選手応援歌としてテレビアニメの主題歌の替え歌が使用されていた。